# 奧格拉日堅山
41°31′15″N 22°52′40″E / 41.52083°N 22.87778°E

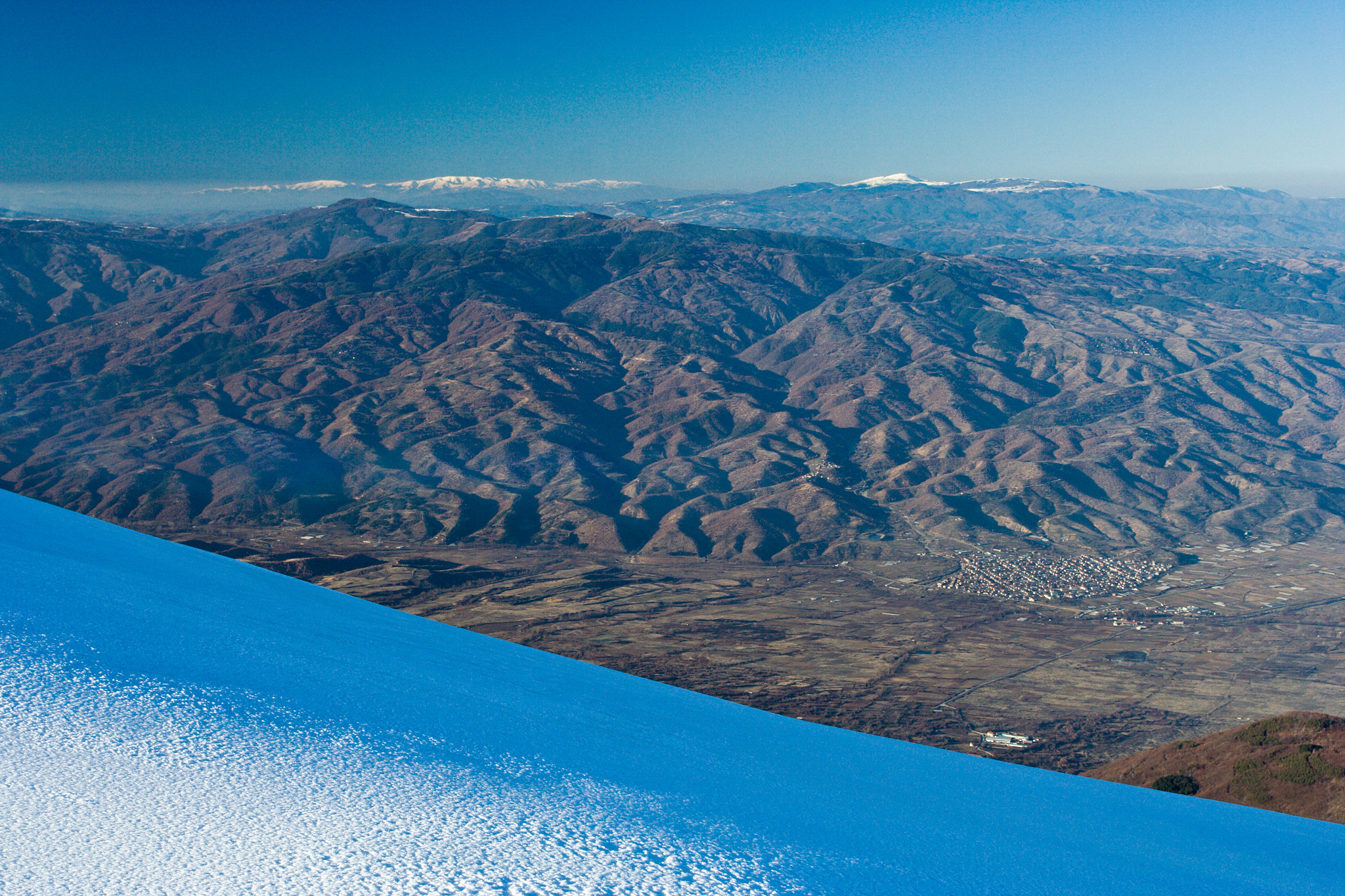

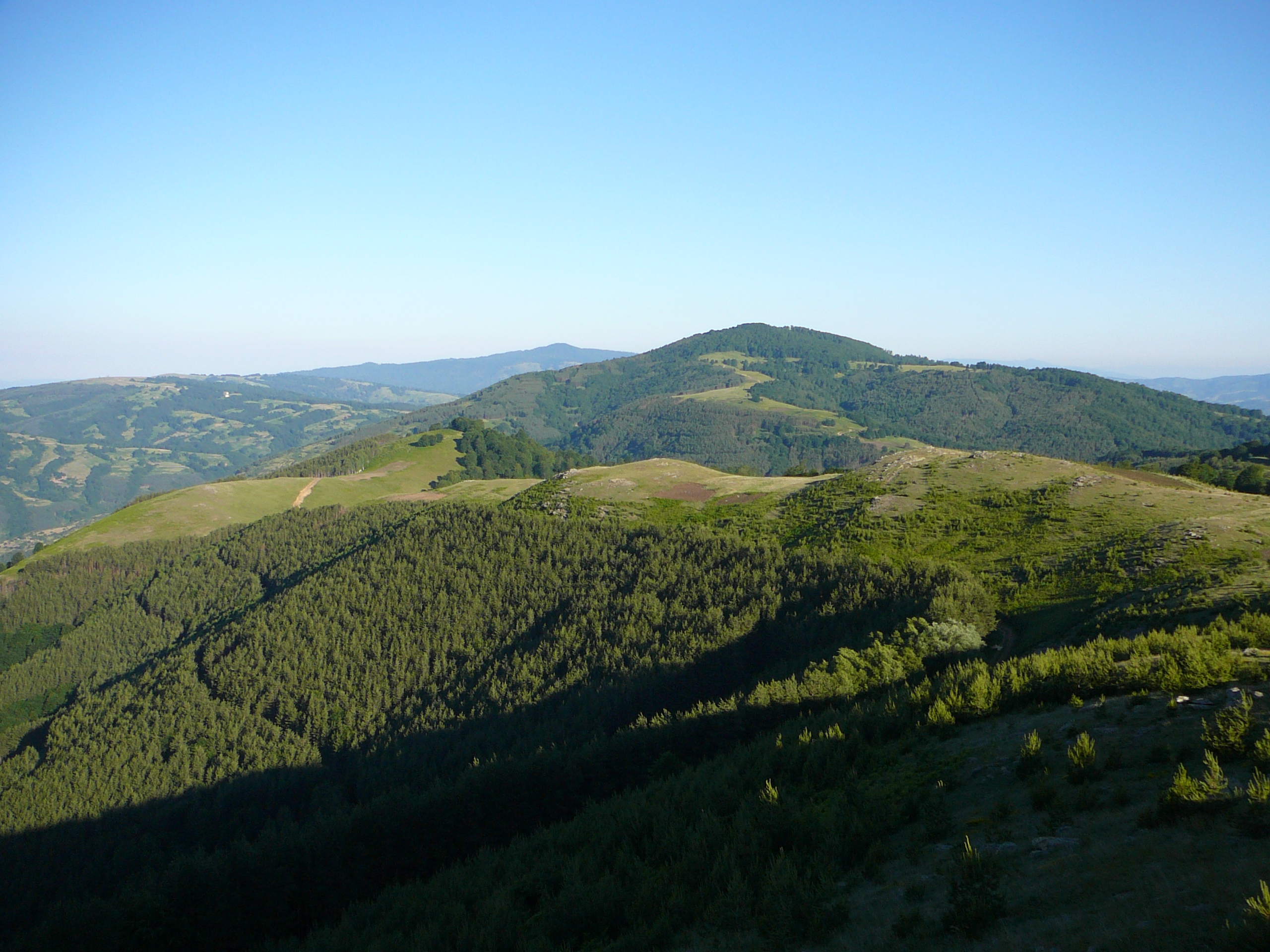

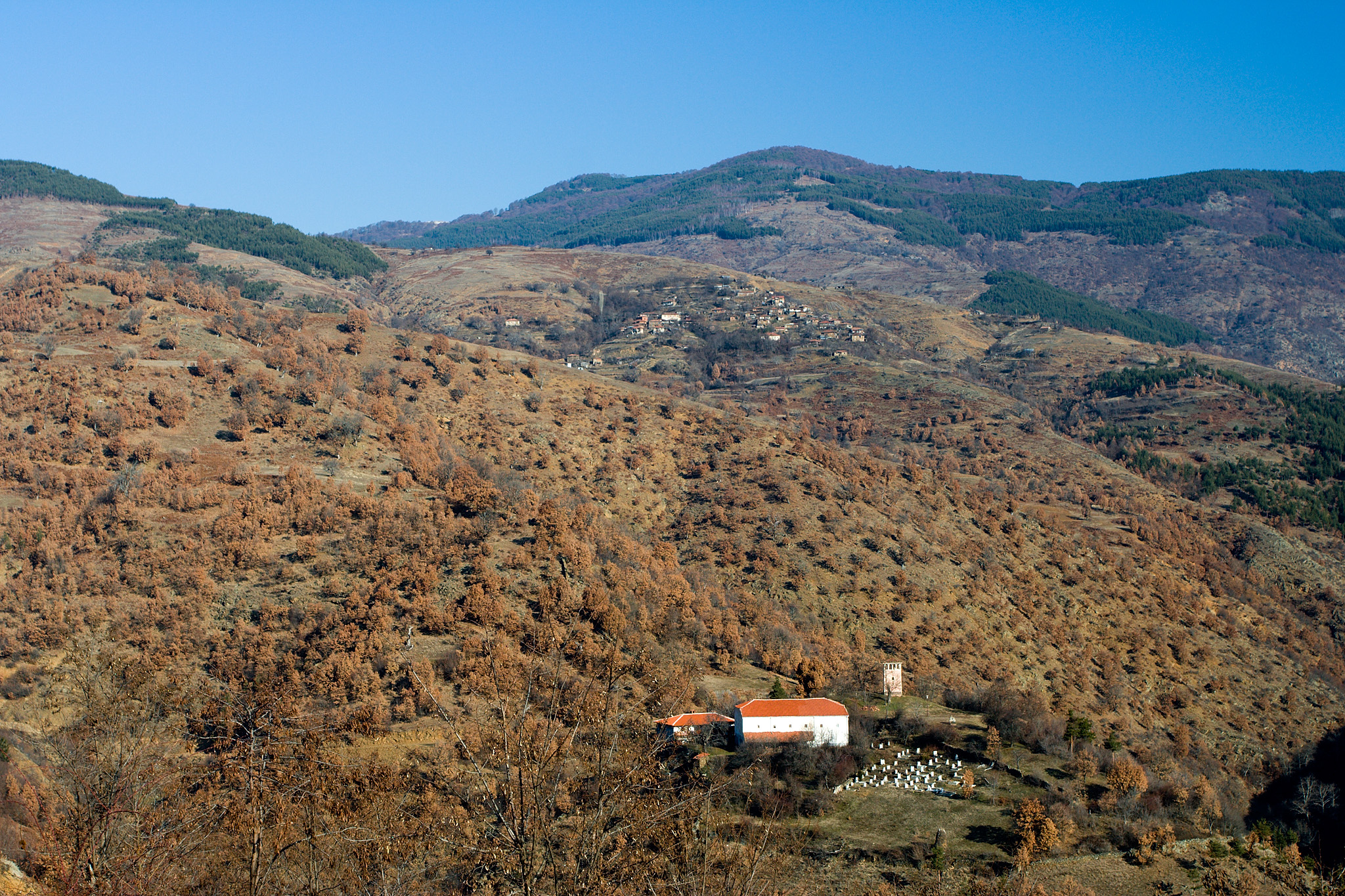

奧格拉日堅山是東南歐的山，橫跨北馬其頓和保加利亞，距離斯科普里130公里，最高點海拔高度1,744米，受地中海氣候影響，每年平均降雨量984毫米。